# Peter Andreas Heiberg
Peter Andreas Heiberg (Vordingborg, 16 novembre 1758 – Parigi, 30 aprile 1841) è stato un poeta danese.
Originario della Norvegia, sostenne la rivoluzione francese con scherzosi romanzi come Le avventure di una banconota (1787) e Sangue blu (1792), una pesante critica alla nobiltà e alla monarchia.
Separatosi dalla moglie Thomasine Gyllembourg, si trasferì a Parigi, dove prese parte attiva alla Restaurazione.